# Semi-Pro
Semi-Pro ist eine US-amerikanische Sportkomödie aus dem Jahr 2008. Regie führte Kent Alterman, das Drehbuch schrieb Scot Armstrong.

## Handlung
Die Handlung spielt im Jahre 1976 in der amerikanischen Stadt Flint, Michigan. Songschreiber Jackie Moon ist Präsident, Promoter und Spieler des halbprofessionellen Basketballvereins Flint Tropics, dessen Team mit mäßigem Erfolg in der ABA spielt. Als Moon erfährt, dass die Liga am Saisonende aufgelöst wird und sich nur die ersten vier Mannschaften für die NBA qualifizieren, heuert er den ehemaligen Topspieler Ed Monix an, um die Tropics spielerisch auf Vordermann zu bringen. Monix, dessen Ablösesumme eine Waschmaschine war, hat zunächst Schwierigkeiten damit, von allen Spielern akzeptiert zu werden. Schließlich fordern die Spieler ihn auf, das Training und die strategische Planung zu übernehmen.
Während sich der sportliche Erfolg langsam einstellt, haben die Tropics weitere Hindernisse zu überwinden. Die NBA fordert neben der sportlichen Qualifikation auch eine gewisse Zuschauerquote, die Jackie Moon anfangs noch mit Buchfälschungen und kuriosen Pausenunterhaltung zu erreichen sucht. Kurz vor dem entscheidenden letzten Saisonspiel, in dem die Tropics Platz vier noch erreichen können, entscheiden die Verantwortlichen der NBA jedoch, die Tropics unter keinen Umständen aufzunehmen. Moon und seine Spieler entschließen sich, trotz allem noch einmal alles zu geben. Jackie Moon stiftet zu diesem Anlass den Flint Michigan Mega Bowl als Trophäe für den vierten Platz und erklärt vor der Presse, dass sich kommende Generationen an drei Dinge erinnern werden: Die Entdeckung des Feuers, die Erfindung des Unterseeboots und den Flint Michigan Mega Bowl. In der erstmals ausverkauften Halle gelingt ein Last-Minute-Sieg gegen den Tabellenführer, die San Antonio Spurs, und die Tropics erreichen ihr Ziel: Den vierten Platz.

## Kritiken
Dem US-amerikanischen Filmkritiker Emanuel Levy zufolge biete der Film „gutmütige Lacher“. Er baue auf der Chemie zwischen Ferrell und Harrelson auf. Der Film sei das Spielfilmdebüt des Regisseurs, was seine unsichere Hand beim Verbinden der Elemente einer Komödie und eines Sportfilms erkläre. Insgesamt bewertete Levy den Film mit der Schulnote 3+.
Joe Leydon schrieb in der Zeitschrift Variety vom 29. Februar 2008, der Film sei in der Tradition der Komödie Schlappschuss von George Roy Hill aus dem Jahr 1977 gehalten und biete „große Lacher“. Für manche Zuschauer könne alleine Will Ferrell des Eintrittspreises wert sein. Leydon lobte außerdem die „erstklassigen“ Nebendarsteller. Das Drehbuch sei vorhersehbar, aber „mehr als brauchbar“ („more-than-serviceable“).

## Hintergründe
Der Film wurde in Flint (Michigan) und in Los Angeles gedreht. Er startete in den britischen und in den US-amerikanischen Kinos am 29. Februar 2008.
Der Film bettet seine Geschichte in die reale Fusion der US-amerikanischen Basketball-Ligen ABA und NBA, die im Jahr 1976 stattfand. Auch die Gegner der Tropics sind teilweise real existierende Vereine. Die Flint Tropics selbst sind jedoch eine fiktive Mannschaft.
Der Film war ein kommerzieller Misserfolg: Bei Kosten von 90 Mio. Dollar spielte er nur 43 Mio. weltweit ein.